# Johanneskreuz
Das Johanneskreuz ist ein Lateinisches Kreuz (also ein Kreuz mit längerem unteren Arm) mit vom Kreuzungspunkt ausgehend zunächst gleich breit bleibenden und sich erst an ihrem Ende nach außen verbreiternden Armen. Die entsprechende Variante des Griechischen Kreuzes (mit gleich langen Armen) ist das Prankenkreuz.
Es ist nicht zu verwechseln mit dem auch als Johanniterkreuz bezeichneten Malteserkreuz (zumal sich für beide im Englischen die Bezeichnungen „St. John’s cross“ finden) oder mit dem zuweilen als Johannskreuz bezeichneten Schleifenquadrat.
In der Heraldik findet es sich als gemeine Figur in Wappen.

Johanneskreuz
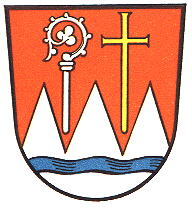
Wappen von Oberthulba